# Canoa/kayak ai Giochi della XXXIII Olimpiade - Slalom C1 maschile
La gara di slalom C1 maschile per Parigi 2024 si è svolta allo stadio nautico di Vaires-sur-Marne il 27 e 29 luglio 2024.
La gara è stata vinta dal francese Nicolas Gestin.

## Programma
Tutti gli orari seguono il fuso orario giapponese (UTC+9)
| Data                     | Ora   | Round      |
| ------------------------ | ----- | ---------- |
| Domenica, 27 luglio 2024 | 15:00 | Batterie   |
| Martedì, 29 luglio 2024  | 15:30 | Semifinali |
| Martedì, 29 luglio 2024  | 17:20 | Finale     |

## Risultati
| Pos. | Bib | Canoista         | Nazione                   | Preliminari | Preliminari | Preliminari | Preliminari | Preliminari | Preliminari | Semifinali      | Semifinali      | Semifinali      | Finale          | Finale          | Finale          |
| Pos. | Bib | Canoista         | Nazione                   | 1° Ride     | Pen.        | 2° Ride     | Pen.        | Best        | Ordine      | Tempo           | Pen.            | Ordine          | Tempo           | Pen.            | Ordine          |
| ---- | --- | ---------------- | ------------------------- | ----------- | ----------- | ----------- | ----------- | ----------- | ----------- | --------------- | --------------- | --------------- | --------------- | --------------- | --------------- |
|      | 2   | Nicolas Gestin   | Francia                   | 89.90       | 0           | 88.78       | 0           | 88.78       | 1           | 93.12           | 0               | 1               | 91.36           | 0               | 1               |
|      | 7   | Adam Burgess     | Gran Bretagna             | 90.87       | 0           | 95.08       | 4           | 90.87       | 2           | 97.21           | 0               | 4               | 96.84           | 0               | 2               |
|      | 4   | Matej Beňuš      | Slovacchia                | 100.28      | 2           | 94.91       | 2           | 94.91       | 11          | 98.59           | 4               | 11              | 97.03           | 0               | 3               |
| 4    | 6   | Sideris Tasiadis | Germania                  | 92.44       | 0           | 92.43       | 0           | 92.43       | 7           | 96.74           | 0               | 3               | 97.27           | 0               | 4               |
| 5    | 3   | Miquel Travé     | Spagna                    | 92.19       | 2           | 143.45      | 56          | 92.19       | 6           | 96.69           | 0               | 2               | 97.92           | 2               | 5               |
| 6    | 8   | Lukáš Rohan      | Rep. Ceca                 | 95.63       | 2           | 97.74       | 2           | 95.63       | 12          | 97.54           | 4               | 10              | 98.09           | 2               | 6               |
| 7    | 10  | Liam Jegou       | Irlanda                   | 102.67      | 0           | 99.93       | 6           | 99.93       | 16          | 96.52           | 2               | 6               | 98.52           | 2               | 7               |
| 8    | 11  | Matija Marinić   | Croazia                   | 91.61       | 0           | 98.44       | 2           | 91.61       | 3           | 98.82           | 0               | 7               | 100.35          | 2               | 9               |
| 9    | 9   | Tristan Carter   | Australia                 | 94.19       | 0           | 103.87      | 4           | 94.19       | 9           | 99.45           | 0               | 8               | 100.73          | 2               | 9               |
| 10   | 12  | Grzegorz Hedwig  | Polonia                   | 94.08       | 2           | 100.30      | 8           | 94.08       | 8           | 104.24          | 6               | 12              | 105.81          | 2               | 10              |
| 11   | 1   | Benjamin Savšek  | Slovenia                  | 97.04       | 2           | 192.64      | 102         | 97.04       | 14          | 96.28           | 2               | 5               | 144.93          | 50              | 11              |
| 12   | 13  | Yves Bourhis     | Senegal                   | 94.68       | 4           | 92.14       | 0           | 92.14       | 5           | 99.51           | 0               | 9               | 145.78          | 50              | 12              |
| 13   | 17  | Takuya Haneda    | Giappone                  | 96.82       | 0           | 99.59       | 0           | 96.82       | 13          | 103.11          | 4               | 13              | Non qualificati | Non qualificati | Non qualificati |
| 14   | 5   | Raffaello Ivaldi | Italia                    | 91.90       | 0           | 94.96       | 4           | 91.90       | 4           | 108.20          | 0               | 14              | Non qualificati | Non qualificati | Non qualificati |
| 15   | 15  | Alex Baldoni     | Canada                    | 97.32       | 2           | 98.56       | 0           | 97.32       | 15          | 123.41          | 4               | 15              | Non qualificati | Non qualificati | Non qualificati |
| 16   | 14  | Casey Eichfeld   | Stati Uniti               | 99.84       | 6           | 94.69       | 2           | 94.69       | 10          | 104.23          | 58              | 16              | Non qualificati | Non qualificati | Non qualificati |
| 17   | 16  | Joris Otten      | Paesi Bassi               | 101.92      | 0           | 110.93      | 8           | 101.92      | 17          | Non qualificati | Non qualificati | Non qualificati | Non qualificati | Non qualificati | Non qualificati |
| 18   | 20  | Pepe Gonçalves   | Brasile                   | 111.07      | 8           | 154.48      | 56          | 111.07      | 18          | Non qualificati | Non qualificati | Non qualificati | Non qualificati | Non qualificati | Non qualificati |
| 19   | 18  | Amir Rezanejad   | Atleti Olimpici Rifugiati | 116.16      | 6           | 119.48      | 6           | 116.16      | 19          | Non qualificati | Non qualificati | Non qualificati | Non qualificati | Non qualificati | Non qualificati |
| 20   | 19  | Salim Jemai      | Tunisia                   | 128.42      | 4           | 130.02      | 6           | 128.42      | 20          | Non qualificati | Non qualificati | Non qualificati | Non qualificati | Non qualificati | Non qualificati |